# Зинцева Балка
Зинцева Балка — хутор в Миллеровском районе Ростовской области.
Входит в состав Мальчевского сельского поселения.

## География
На хуторе имеется одна улица: Балочная.

## Население
| 2010 |
| ---- |
| 8    |